# Elezioni senatoriali francesi
I senatori francesi sono eletti a suffragio universale indiretto, da un collegio di "grandi elettori". Il Senato si rinnova della metà ogni tre anni; il mandato è quindi di sei anni.
Le ultime elezioni del Senato si sono svolte nel 2020 per la serie 2.

## Elettori
I 348 senatori sono eletti a suffragio universale indiretto da circa 162000 grandi elettori. Da ciascun dipartimento, i senatori sono eletti da un collegio elettorale di grandi elettori formato da eletti di questa circoscrizione: deputati e senatori, consiglieri regionali, consiglieri dipartimentali, consiglieri municipali, che sono stati eletti a suffragio universale. I 348 senatori si ripartiscono in 328 dai dipartimenti e 20 dalle circoscrizioni d'oltremare o dall'estero.
I senatori sono eletti in ciascun dipartimento da un collegio elettorale composto da:
1. deputati e senatori;
2. consiglieri regionali della sezione dipartimentale corrispondente al dipartimento (a seconda dei casi: consiglieri dell’Assemblea di Corsica, consiglieri all’assemblea di Guiana, consiglieri all’assemblea di Martinica);
3. consiglieri dipartimentali;
4. consiglieri delle collettività e dipartimenti e regioni d'oltremare;
5. delegati dei consigli comunali o sostituti di questi delegati; rappresentano il 95% del collegio elettorale.

- I consigli comunali eleggono tra i loro membri nei comuni di meno di 9 000 abitanti:
  - 1 delegato per i consigli comunali di 7 e 11 membri (meno di 500 abitanti);
  - 3 delegati per i consigli comunali di 15 membri (meno di 1 500 abitanti);
  - 5 delegati per i consigli comunali di 19 membri (meno di 2 500 abitanti);
  - 7 delegati per consigli comunali di 23 membri (meno di 3 500 abitanti);
  - 15 delegati per consigli comunali di 27 e 29 membri (meno di 9 000 abitanti).
- Nei comuni di 9 000 abitanti e oltre, tutti i consiglieri comunali sono delegati ex officio. Inoltre, nei comuni di oltre 30 000 abitanti, consigli comunali eleggono i delegati aggiuntivi a 1 800 abitanti, oltre a 30 000. In pratica, i delegati aggiuntivi sono spesso permanenti, attivisti o simpatizzanti di partiti politici, collaboratori di funzionari eletti, parenti o amici.[5].

| Abitanti del comune           | n. di comuni | popolazione | N. di delegati per comune | n. di delegati | n. di abitanti per delegato | n. di delegati supplementari per comune (prima della legge del 2013) | n. di abitanti per delegato in totale (prima della legge del 2013) | n. di delegati supplementari per comune (dopo la legge del 2013) | n. di abitanti per delegato in totale (dopo la legge del 2013) |
| ----------------------------- | ------------ | ----------- | ------------------------- | -------------- | --------------------------- | -------------------------------------------------------------------- | ------------------------------------------------------------------ | ---------------------------------------------------------------- | -------------------------------------------------------------- |
| da 1 a 499 abitanti           | 20 009       | 4 545 018   | 1                         | 20 009         | 227                         | 0                                                                    | 227                                                                | 0                                                                | 227                                                            |
| da 500 a 1 499 abitanti       | 10 003       | 8 578 800   | 3                         | 30 009         | 286                         | 0                                                                    | 286                                                                | 0                                                                | 286                                                            |
| da 1 500 a 2 499 abitanti     | 2 604        | 5 008 589   | 5                         | 13 020         | 385                         | 0                                                                    | 385                                                                | 0                                                                | 385                                                            |
| da 2 500 a 3 499 abitanti     | 1 171        | 3 459 030   | 7                         | 8 197          | 422                         | 0                                                                    | 422                                                                | 0                                                                | 422                                                            |
| da 3 500 a 4 999 abitanti     | 919          | 3 814 639   | 15                        | 13 785         | 277                         | 0                                                                    | 277                                                                | 0                                                                | 277                                                            |
| da 5 000 a 8 999 abitanti     | 990          | 6 539 169   | 15                        | 14 850         | 440                         | 0                                                                    | 440                                                                | 0                                                                | 440                                                            |
| da 9 000 a 9 999 abitanti     | 121          | 1 152 482   | 29                        | 3 509          | 328                         | 0                                                                    | 328                                                                | 0                                                                | 328                                                            |
| da 10 000 a 19 999 abitanti   | 511          | 7 092 875   | 33                        | 16 863         | 421                         | 0                                                                    | 421                                                                | 0                                                                | 421                                                            |
| da 20 000 a 29 999 abitanti   | 187          | 4 591 362   | 35                        | 6 545          | 702                         | 0                                                                    | 702                                                                | 0                                                                | 702                                                            |
| da 30 000 a 39 999 abitanti   | 83           | 2 855 224   | 39                        | 3 237          | 882                         | 323                                                                  | 802                                                                | 420                                                              | 781                                                            |
| da 40 000 a 49 999 abitanti   | 54           | 2 376 423   | 43                        | 2 322          | 1 023                       | 733                                                                  | 778                                                                | 919                                                              | 733                                                            |
| da 50 000 a 59 999 abitanti   | 41           | 2 223 473   | 45                        | 1 845          | 1 205                       | 973                                                                  | 789                                                                | 1 223                                                            | 725                                                            |
| da 60 000 a 79 999 abitanti   | 27           | 1 852 676   | 49                        | 1 323          | 1 400                       | 1 031                                                                | 787                                                                | 1 290                                                            | 709                                                            |
| da 80 000 a 99 999 abitanti   | 16           | 1 409 989   | 53                        | 848            | 1 663                       | 923                                                                  | 796                                                                | 1 154                                                            | 704                                                            |
| da 100 000 a 149 999 abitanti | 24           | 2 986 955   | 55                        | 1 320          | 2 263                       | 2 255                                                                | 836                                                                | 2 822                                                            | 721                                                            |
| da 150 000 a 199 999 abitanti | 6            | 998 130     | 59                        | 354            | 2 820                       | 815                                                                  | 854                                                                | 1 020                                                            | 726                                                            |
| da 200 000 a 249 999 abitanti | 3            | 673 895     | 61                        | 183            | 3 682                       | 853                                                                  | 880                                                                | 728                                                              | 740                                                            |
| da 250 000 a 299 999 abitanti | 3            | 814 103     | 65                        | 195            | 4 175                       | 722                                                                  | 888                                                                | 904                                                              | 741                                                            |
| oltre 300 000 abitanti        | 5            | 4 343 009   | 69                        | 475            | 9 187                       | 4 211                                                                | 931                                                                | 5 264                                                            | 760                                                            |
| Totale                        | 36 777       | 65 336 841  |                           | 138 889        | 470                         | 12 569                                                               | 431                                                                | 15 744                                                           | 423                                                            |

## Condizioni di eleggibilità
Le modalità di elezione dei senatori sono fissati dal Codice elettorale francese. Si applicano le stesse condizioni di quelle per essere deputato, a parte che l'età minima per essere eletto senatore è di 24 anni.
Per presentarsi alle elezioni senatoriali, il candidato deve detenere la nazionalità francese, e «Non può essere eletto se non giustifica di non avere soddisfatto agli obblighi imposti dal codice del servizio nazionale»; i sindaci in tutela o in fiduciaria non sono eleggibili.
Il mandato del senatore non può essere in contemporanea con quelli di deputato, europarlamentare, membro del governo, membro del Consiglio costituzionale, del Consiglio economico, sociale e ambientale.
Il mandato di senatore è incompatibile con la funzione di militare, e con l'esercizio di più di uno dei mandati seguenti: consigliere regionale, consigliere all’Assemblea di Corsica, consigliere dipartimentale, consigliere di Parigi, consigliere municipale di un comune con meno di 3 500 abitanti; il difensore dei diritti e il controllore generale dei luoghi della privazione di libertà sono non eleggibili durante la durata delle loro funzioni; i prefetti non sono eleggibili in Francia da tutta la circoscrizione che comprende in tutto o in parte il luogo dal quale loro esercitano o hanno esercitato le loro funzioni dopo meno di tre anni alla data dello scrutinio
Un progetto di legge organico presentato nel Consiglio dei ministri il 3 aprile 2013 vuole vietare il cumulo di funzioni esecutive locali con il mandato di deputato o di senateur a partire dal 31 marzo 2017.

## Organizzazione delle elezioni
Nei dipartimenti dove sono eletti due senatori o meno, l’elezione avviene con il sistema maggioritario a doppio turno. Per essere eletto al primo turno, un candidato deve ottenere la maggioranza assoluta dei suffragi espressi e un numero di voti uguale a un quarto degli elettori iscritti. Al secondo turno dello scrutinio, la maggioranza relativa è sufficiente. In caso di parità dei voti, il più anziano dei candidati è eletto. Ciascun candidato si presenta con un sostituto, di sesso differente.
Nei dipartimenti dove sono eletti tre senatori o di più, l’elezione avviene con il sistema proporzionale con la regola della media più forte, senza mescolamento né voto di preferenza. Su ciascuna lista, i seggi sono attribuiti ai candidati attraverso l'ordine di presentazione.
I grandi elettori sono obbligati a votare, un'ammenda di 100 euro è prevista in caso di astensione non giustificata. I delegati che hanno preso parte allo scrutinio, e gli elettori di diritto che non ricevono un'indennità annuale a titolo del loro mandato ricevono un'indennità di spostamento.

## Sostituzione dei senatori
I senatori il cui seggio diviene vacante per causa di decesso, o di accettazione delle funzioni di membro del Governo, del Consiglio costituzionale o dei Difensori dei diritti o di prolungamento oltre i sei mesi di una missione temporanea affidata dal Governo, sono sostituiti. Se il senatore è stato eletto con il sistema maggioritario, il suo sostituto gli succede. Nel caso del sistema proporzionale, il primo candidato non eletto della sua lista lo sostituisce.
In caso di annullamento delle operazioni elettorali, nel caso di seggio vacante per altri motivi da quelli citati precedentemente, si procede a elezioni parziali con un preavviso di tre mesi. Tuttavia non si procede ad alcuna elezione parziale nell'anno che precede un rinnovamento parziale del Senato.

## Circoscrizioni elettorali
Il dipartimento è la circoscrizione elettorale dei senatori. La ripartizione per dipartimento è la seguente.
In Francia metropolitana
- 01 : 3
- 02 : 3
- 03 : 2
- 04 : 1
- 05 : 1
- 06 : 5
- 07 : 2
- 08 : 2
- 09 : 1
- 10 : 2
- 11 : 2
- 12 : 2
- 13 : 8
- 14 : 3
- 15 : 2
- 16 : 2
- 17 : 3
- 18 : 2
- 19 : 2
- 2A : 3
- 2B : 3
- 21 : 2
- 22 : 2
- 23 : 3
- 24 : 3
- 25 : 3
- 26 : 3
- 27 : 4
- 28 : 1
- 29 : 1
- 30 : 3
- 31 : 5
- 32 : 2
- 33 : 6
- 34 : 4
- 35 : 4
- 36 : 2
- 37 : 3
- 38 : 5
- 39 : 2
- 40 : 2
- 41 : 2
- 42 : 4
- 43 : 2
- 44 : 5
- 45 : 3
- 46 : 2
- 47 : 2
- 48 : 1
- 49 : 4
- 50 : 3
- 51 : 3
- 52 : 2
- 53 : 2
- 54 : 4
- 55 : 2
- 56 : 3
- 57 : 5
- 58 : 2
- 59 : 11
- 60 : 4
- 61 : 2
- 62 : 7
- 63 : 3
- 64 : 3
- 65 : 2
- 66 : 2
- 67 : 5
- 68 : 4
- 69 : 7
- 70 : 2
- 71 : 3
- 72 : 3
- 73 : 2
- 74 : 3
- 75 : 12
- 76 : 6
- 77 : 6
- 78 : 6
- 79 : 2
- 80 : 3
- 81 : 2
- 82 : 2
- 83 : 4
- 84 : 3
- 85 : 3
- 86 : 2
- 87 : 2
- 88 : 2
- 89 : 2
- 90 : 1
- 91 : 5
- 92 : 7
- 93 : 6
- 94 : 6
- 95 : 5

Oltremare
- 971 : 3
- 972 : 2
- 973 : 2
- 974 : 4
- 976 : 2